# Kaple Panny Marie Růžencové (Měník)
Kaple Panny Marie Růžencové v Měníku je drobná sakrální stavba z poloviny 19. století.

## Architektura
Drobná podélná stavba je uzavřena mírně odsazenou apsidou zaklenutou konchou. Krátká hlavní loď je zaklenuta valeně s výsečemi. Na hřebeni střechy se nachází polygonální dřevěná lucerna.

## Vybavení
V lucerně se nachází zvon z roku 1850, dílo olomouckého zvonaře Volfganga Adama Strauba, s reliéfem Ukřižování a sv. Floriána.